# The 9th Wave
『The 9th Wave』（ザ・ナインス・ウェーブ）は、松田聖子の通算11枚目のオリジナル・アルバム。1985年6月5日発売。発売元はCBSソニー。

## 背景
帯コピー：九番目の波は高い･･･暑い夏の風よ Take Me― 聖子。
ヒットシングル「天使のウィンク」、「ボーイの季節」を含む全10曲。LPはマスターサウンド（SONYが持つ技術を投入した最高音質）仕様盤もリリースされている（1985.6.21）。
『Silhouette ～シルエット～』（1981.5.21）以降、ほとんどの作詞を担当した松本隆が本作には参加しておらず、作詞は全て女性作家で統一されている。矢野顕子からは、15年後の2000年に再び詞の提供を受けている（「上海ラヴソング」2000.6.7）。
尾崎亜美提供の3曲は尾崎自身がコーラスとして参加している。また、「天使のウィンク」を自身のアルバム『10番目のミュー』（1985.9.18）で、「ボーイの季節」、「夏の幻影」を『POINTS-2』（1986.3.5）でそれぞれセルフカバーしている。
全編曲を大村雅朗が担当している。この当時の大村は並行して行っていた吉川晃司らの楽曲の編曲でシンセサイザーの打ち込みを多用しており、その影響を受けて本作でもシンセドラムなどの打ち込みを多用している。
神田正輝との結婚とそれに伴う休業前最後のオリジナルアルバムである。デビュー曲「裸足の季節」と対になる「ボーイの季節」が収録され、10曲目の「夏の幻影」の最後には「Good bye」の歌詞と波の音が流れる。同じく波の音が流れるデビューアルバム「SQUALL」の1曲目「南太平洋～サンバの香り～」の冒頭と対をなす形である。聖子の休業は活動再開が示されない休業であったため、当時はこれらの内容が「活動再開せず引退するのではないか」との説の元にもなった。

## 収録曲

### レコード / CT
| 全編曲: 大村雅朗。 |                                |            |           |       |
| #                  | タイトル                       | 作詞       | 作曲      | 時間  |
| 1.                 | 「Vacancy」                    | 銀色夏生   | 原田真二  | 4:46  |
| 2.                 | 「夏のジュエリー」             | 吉田美奈子 | 大村雅朗  | 5:35  |
| 3.                 | 「ボーイの季節」               | 尾崎亜美   | 尾崎亜美  | 4:39  |
| 4.                 | 「両手のなかの海」             | 矢野顕子   | 矢野顕子  | 4:02  |
| 5.                 | 「す・ず・し・い・あ・な・た」 | 銀色夏生   | 甲斐祥弘  | 4:11  |
| 合計時間:          | 合計時間:                      | 合計時間:  | 合計時間: | 23:13 |

| 全編曲: 大村雅朗。 |                                |            |           |       |
| #                  | タイトル                       | 作詞       | 作曲      | 時間  |
| 1.                 | 「星空のストーリー」           | 来生えつこ | 原田真二  | 5:26  |
| 2.                 | 「さざなみウェディングロード」 | 来生えつこ | 杉真理    | 4:37  |
| 3.                 | 「天使のウィンク」             | 尾崎亜美   | 尾崎亜美  | 4:03  |
| 4.                 | 「ティーン・エイジ」           | 吉田美奈子 | 大貫妙子  | 4:02  |
| 5.                 | 「夏の幻影(シーン)」           | 尾崎亜美   | 尾崎亜美  | 4:56  |
| 合計時間:          | 合計時間:                      | 合計時間:  | 合計時間: | 23:04 |

### CD
| 全編曲: 大村雅朗。 |                                |            |           |       |
| #                  | タイトル                       | 作詞       | 作曲      | 時間  |
| 1.                 | 「Vacancy」                    | 銀色夏生   | 原田真二  | 4:46  |
| 2.                 | 「夏のジュエリー」             | 吉田美奈子 | 大村雅朗  | 5:36  |
| 3.                 | 「ボーイの季節」               | 尾崎亜美   | 尾崎亜美  | 4:40  |
| 4.                 | 「両手のなかの海」             | 矢野顕子   | 矢野顕子  | 4:02  |
| 5.                 | 「す・ず・し・い・あ・な・た」 | 銀色夏生   | 甲斐祥弘  | 4:11  |
| 6.                 | 「星空のストーリー」           | 来生えつこ | 原田真二  | 5:26  |
| 7.                 | 「さざなみウェディングロード」 | 来生えつこ | 杉真理    | 4:38  |
| 8.                 | 「天使のウィンク」             | 尾崎亜美   | 尾崎亜美  | 4:05  |
| 9.                 | 「ティーン・エイジ」           | 吉田美奈子 | 大貫妙子  | 4:00  |
| 10.                | 「夏の幻影(シーン)」           | 尾崎亜美   | 尾崎亜美  | 4:52  |
| 合計時間:          | 合計時間:                      | 合計時間:  | 合計時間: | 46:16 |

## 楽曲解説
1. Vacancy
ベスト盤『Seiko Box』、『Bible III』にも収録された。
2. 夏のジュエリー
3. ボーイの季節
21枚目のシングルA面曲。
4. 両手のなかの海
5. す・ず・し・い・あ・な・た
ベスト盤『Seiko Box』にも収録された。
6. 星空のストーリー
7. さざなみウェディングロード
ウェディング・ソングを集めたベスト盤『Seiko Celebration』にも収録。2枚組でカラオケ・ディスクが付いている。
8. 天使のウィンク
20枚目のシングルA面曲。
9. ティーン・エイジ
10. 夏の幻影（シーン）
ベスト盤『Seiko Box』にも収録された。

## クレジット
1. Vacancy
Synth. Program 松武秀樹 Keyboards 富樫春生 Synth. Bass 高水健司 Drums 島村英二 E.Guitar 松原正樹 F.Guitar 吉川忠英 Latin Percussion ペッカー Strings 加藤グループ Flute 衛藤幸雄 A.Sax ジェイク・H・コンセプション
2. 夏のジュエリー
Synth. Program 松武秀樹 Keyboards 富樫春生 E.Guitar 松原正樹 Chorus 木戸泰弘
3. ボーイの季節
Synth. Program 松武秀樹 浦田恵司 Keyboards 富樫春生 大村雅朗 E.Bass 高水健司 Drums 島村英二 E.Guitar 松原正樹 Strings 加藤グループ Chorus 尾崎亜美 木戸泰弘
4. 両手のなかの海
Synth. Program 松武秀樹 浦田恵司 Keyboards 富樫春生 大村雅朗 E.Guitar 松原正樹
5. す・ず・し・い・あ・な・た
Synth. Program 松武秀樹 Keyboards 富樫春生 E.Guitar 松原正樹 T.Sax ジェイク・H・コンセプション
6. 星空のストーリー
Synth. Program 松武秀樹 浦田恵司 Keyboards 富樫春生 大村雅朗 E.Bass 美久月千晴 Drums 島村英二 E.Guitar 松原正樹 Strings 加藤グループ
7. さざなみウェディングロード
Synth. Program 松武秀樹 Keyboards 富樫春生 大村雅朗 E.Bass 富倉安生 Drums 島村英二 E.Guitar 松原正樹 Latin Percussion ペッカー Chorus 木戸泰弘
8. 天使のウィンク
Synth. Program 松武秀樹 Keyboards 富樫春生 E.Bass 富倉安生 Drums 島村英二 E.Guitar 松原正樹 Latin Percussion ペッカー Strings 加藤グループ Chorus 尾崎亜美
9. ティーン・エイジ
Synth. Program 松武秀樹 Keyboards 富樫春生 Drums 島村英二 E.Guitar 松原正樹 Chorus 木戸泰弘
10. 夏の幻影（シーン）
Synth. Program 松武秀樹 浦田恵司 Keyboards 富樫春生 大村雅朗 E.Bass 高水健司 Drums 島村英二 E.Guitar 松原正樹 F.Guitar 吉川忠英 Latin Percussion 斉藤ノブ Chorus 尾崎亜美 木戸泰弘

## リリース作品
- Vacancy　
  - Seiko Box
  - Bible III
- 夏のジュエリー
  - SEIKO MEMORIES 〜Masaaki Omura Works〜
- ボーイの季節　
  - シングル「ボーイの季節#関連作品」を参照
- す・ず・し・い・あ・な・た　
  - Seiko Box
- さざなみウェディングロード　
  - Seiko Celebration
- 天使のウィンク　
  - シングル「ボーイの季節#関連作品」を参照
- 夏の幻影（シーン）　
  - Seiko Box

## 関連人物
- 大貫妙子
- 尾崎亜美
- 矢野顕子
- 吉田美奈子